# 埃夫尔河畔拉布瓦西耶尔
埃夫尔河畔拉布瓦西耶尔（法語：La Boissière-sur-Èvre，法語發音：[la bwasjɛʁ syʁ ɛvʁ] ⓘ）是法国曼恩-卢瓦尔省的一个旧市镇，属于绍莱区。2015年12月15日，埃夫尔河畔拉布瓦西耶尔和相邻的10个市镇合并为新市镇埃夫尔河畔蒙特勒沃（Montrevault-sur-Èvre）。

## 地理
埃夫尔河畔拉布瓦西耶尔（47°18'6"N, 1°4'48"W）面积6.02 平方千米，位于法国卢瓦尔河地区大区曼恩-卢瓦尔省，该省份为法国西部内陆省份，大致对应安茹地区，北起顺时针与马耶讷省、萨尔特省、安德尔-卢瓦尔省、维埃纳省、德塞夫勒省、旺代省、大西洋卢瓦尔省和伊勒-维莱讷省接壤。
与埃夫尔河畔拉布瓦西耶尔接壤的市镇（或旧市镇、城区）包括：布济耶、拉沙佩勒圣弗洛朗、勒菲莱、圣皮埃尔蒙利马尔、莫日地区圣雷米。
埃夫尔河畔拉布瓦西耶尔的时区为UTC+01:00、UTC+02:00（夏令时）。

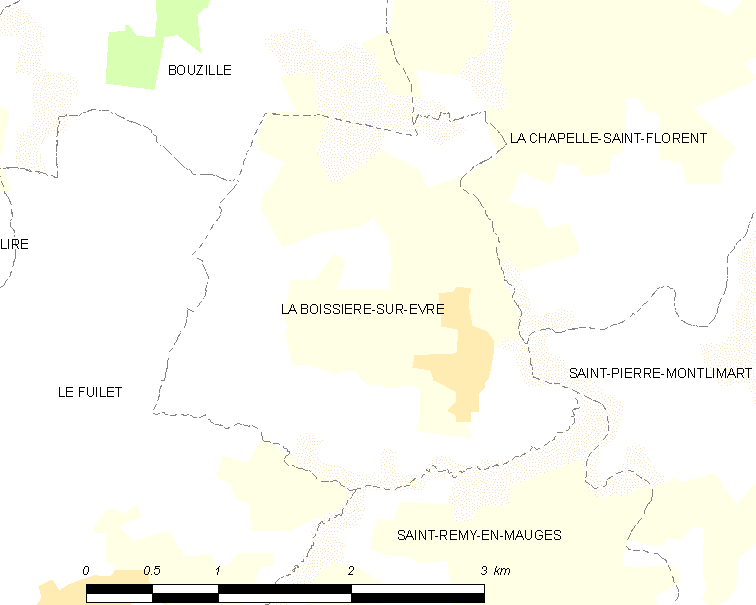
埃夫尔河畔拉布瓦西耶尔的OSM定位图

## 行政
埃夫尔河畔拉布瓦西耶尔的邮政编码为49110，INSEE市镇编码为49033。

## 政治
埃夫尔河畔拉布瓦西耶尔所属的省级选区为莫日地区博普雷欧县。

## 人口
埃夫尔河畔拉布瓦西耶尔于2018年1月1日时的人口数量为441人。

1962-2008年间埃夫尔河畔拉布瓦西耶尔人口变化图示